# Альфа-варіант SARS-CoV-2
Перший Досліджуваний Варіант у грудні 2020 року (англ. The first Variant Under Investigation in December 2020 абревіатура VUI — 202012/01 затверджена як офіційна скорочена назва) а також відомий як гілка B.1.1.7, — варіант SARS-CoV-2, вірусу, який викликає COVID-19. Вперше варіант був виявлений у Великій Британії у жовтні 2020 року на вибірці, відібраній попереднього місяця і він швидко почав поширюватися до середини грудня. Це корелює зі значним збільшенням рівня зараження COVID-19 у Великій Британії; вважається, що це збільшення є принаймні частково обумовленим мутацією N501Y всередині рецептор-зв'язувального домену спайкового глікопротеїну, який необхідний для зв'язування з Ангіотензинперетворювальним ферментом 2 в клітинах людини.

## Генетика
Мутації SARS-CoV-2 є розповсюдженими: за даними консорціуму Геноміки Коронавірусної хвороби Великої Британії (COG-UK), лише у поверхневих глікопротеїнах («шипах» вірусу) виявлено понад 4000 мутацій. Зосередження уваги на мутаціях є загальним способом відстеження поширення вірусу. Окрім того, що, наприклад, показано, що SARS-CoV-2 прибув до Великої Британії з понад 1000 окремих випадків, він також показує, що варіант з мутацією G614 повністю замінив попередній D614.
Варіант VUI — 202012/01 визначається 17 мутаціями включаючи декілька в пепломері: мутація 69–70, мутація 144, N501Y, A570D, D614G, P681H, T716I, S982A, D1118H. Здається, однією з найважливіших мутацій є мутація N501Y — перехід від аспарагіну (N) до тирозину (Y) в амінокислотному положенні 501. Це пов'язано з його положенням всередині рецептор-зв'язувального домену (RBD) пепломера, який зв'язується з Ангіотензинперетворювальним ферментом 2. Мутації в RBD можуть призвести до того, що вірус стає більш заразним.

## Виявлення
VUI-202012/01 був виявлений в жовтні 2020 року консорціумом Геноміки Коронавірусної хвороби Великої Британії (COG-UK) на вибірці, відібраній у вересні того ж року.

## Характеристика

### Заразність
На засіданні телеконференції 18 грудня 2020 року NERVTAG дійшов висновку, що вони більш-менш впевнені, що VUI-202012/01 є значно більш заразним, ніж інші варіанти, але що даних для досягнення будь-якого висновку щодо основного механізму підвищеної заразності (наприклад, збільшення вірусного навантаження) недостатньо, розподіл вірусів у тканинах, серійний інтервал тощо), віковий розподіл випадків або тяжкість захворювання.
Прем'єр-міністр Великої Британії Борис Джонсон заявив 19 грудня 2020 року, що новий варіант може бути на 70 % більш заразним, ніж попередні варіанти, хоча існує «значна невизначеність». Французький уряд заперечив думку Джонсона, заявивши, що «на цьому етапі це не було підтверджено». Вівек Мурті, який є колишнім головним лікарем США і нині є кандидатом на посаду головного лікаря та співголовою Консультативної ради COVID-19, погодився з Джонсоном, що варіант, здається, більш заразний.

## Поширення
Перший випадок був, ймовірно, у середині вересня в Лондоні чи Кенті, Велика Британія. Станом на 13 грудня 2020 року у Великій Британії було виявлено 1108 випадків з цим варіантом у майже 60 різних місцевих органах влади. Ці випадки були переважно на південному сході Англії. Варіант також ідентифікований в Уельсі та Шотландії. 20 грудня 2020 року BBC повідомила, що Всесвітня організація охорони здоров'я (ВООЗ) заявила, що дев'ять випадків нового варіанту були зареєстровані в Данії та по одному в Нідерландах та Австралії. Пізніше того ж дня було повідомлено, що чотири були виявлені в Бельгії а один — в Італії. Сполучене Королівство та Данія проводять послідовність розслідувань своїх випадків коронавірусу значно вищими показниками, ніж більшість інших і вважалося ймовірним, що інші країни виявлять цей варіант пізніше. У Південній Африці також був виявлений штам з тією ж мутацією N501Y (що може призвести до вищої заразності), але він відрізняється від штаму Великої Британії. Мутація N501Y була виявлена і в інших місцях: в Австралії в червні — липні, США в липні та Бразилії в квітні, і поки не ясно, чи виникла вона спонтанно у Великій Британії, чи була імпортована.